# Kollow
Kollow ist eine Gemeinde im Kreis Herzogtum Lauenburg in Schleswig-Holstein. Zur Suhle und Am Genesungsheim liegen im Gemeindegebiet.

## Geographie
Der Ort liegt etwa drei Kilometer südlich von Schwarzenbek. Kollow liegt an der Linau.

## Geschichte
Das Dorf wurde im Jahr 1230 im Ratzeburger Zehntregister als Coledowe zum ersten Mal urkundlich erwähnt. Es gehört zu einer Gruppe slawisch benannter Orte Gülzow, Börse, Krukow, Thömen und Krüzen, die außerhalb des alten Siedlungsraumes der Abodriten liegen und deren Gemarkungen zu den spätestens im 10. Jahrhundert vom sächsischen Landesausbau erschlossenen Gegenden gehören. Im 11. Jahrhundert wurde dieses Gebiet durch Polaben besetzt, die ihre Siedlungen bis zum Beginn der Kolonisationszeit erfolgreich behaupteten.
Der Ortsname geht zurück auf altpolabisch *Kolov und ist eine Bildung aus altpolabisch *kolo „Rad“ und dem Possessivsuffix -ov und bedeutet „Siedlung des Rades“ bzw. „Siedlung der Radmacher“ (vgl. Wappen des Ortes).
Kollow gehörte als Pertinenz zum Gut Gülzow. 
Seit 1948 gehört die Gemeinde zum Amt Schwarzenbek-Land.

## Politik

### Gemeindevertretung
Bei der Kommunalwahl 2023 errang die Wahlgemeinschaft Kollow erneut alle neun Sitze in der Gemeindevertretung. Die Wahlbeteiligung betrug 60,7 Prozent.

### Wappen
Blasonierung: „In Grün ein gesenkter, in Form eines flachen V gewellter silberner Balken; oben ein goldenes Rad mit schwarzer Nabe, schwarzem Reifen und roter Nabenöffnung, unten zwei auswärts gekehrte, schrägliegende goldene Eichenblätter.“

## Verkehr
Kollow liegt im Bereich des Hamburger Verkehrsverbundes. Die Autokraft verbindet den Ort werktags mit der Stadt Geesthacht und dem nächsten Bahnhof, Schwarzenbek an der Bahnstrecke Hamburg–Berlin, fünf Kilometer nördlich von Kollow.
In Schwarzenbek besteht mit den Bundesstraßen 207 (Hamburg–Lübeck), 209 (Schwarzenbek–Lüneburg) und 404 (Kiel–Lüneburg) auch der nächste Anschluss an das Bundesfernstraßennetz.